# Kecamatan Pagelaran (distrikt i Indonesien, Lampung)
Kecamatan Pagelaran är ett distrikt i Indonesien.   Det ligger i provinsen Lampung, i den västra delen av landet, 240 km väster om huvudstaden Jakarta.